# Staw (jezioro w powiecie drawskim)
Staw (niem. Der Teich) – jezioro rynnowe w Polsce, położone w województwie zachodniopomorskim, w powiecie drawskim, w gminie Złocieniec.
Akwen leży na Pojezierzu Drawskim. Południowy brzeg przylega do miejscowości Stawno. Jezioro silnie porośnięte roślinnością wodną, w dużym stopniu poddane procesowi eutrofizacji.